# Stefan Jaczynic
Stefan Jaczynic herbu Odrowąż (zm. 1637) – marszałek słonimski w 1632 roku, podsędek ziemski słonimski, podstoli słonimski.
Był elektorem Władysława IV Wazy z województwa nowogródzkiego w 1632 roku.